# 2023년 볼로디미르 젤렌스키의 영국 방문

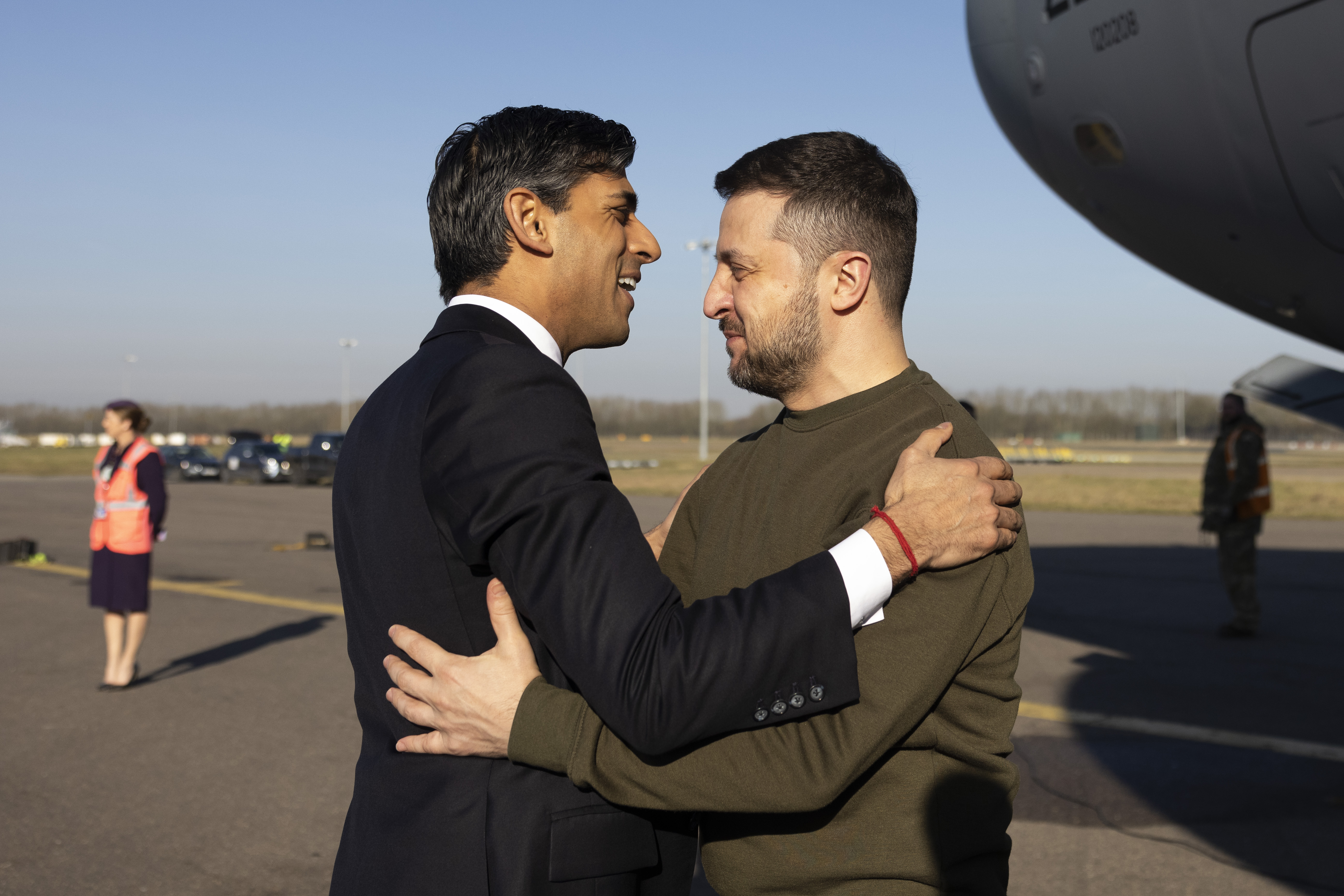
스탠스테드 공항에서의 젤렌스키 대통령과 수낵 총리의 만남

2023년 2월 8일, 우크라이나의 대통령 볼로디미르 젤렌스키가 영국을 방문했다. 여행 중에 젤렌스키는 영국의 총리인 리시 수낵을 만났다. 또한 국회의사당의 웨스트민스터 홀에서 국회의원들에게 연설하고 찰스 3세 국왕을 알현했다. 이는 젤렌스키가 2022년 12월 미국을 방문한 뒤 러시아의 우크라이나 침공이 시작된 이후 두 번째 우크라이나 국외 여행이다.

## 배경
2022년 2월 24일, 러시아는 2014년에 시작된 러시아-우크라이나 전쟁의 대규모 확대로 우크라이나를 침공했다. 전쟁 기간 동안 영국을 포함한 여러 국가가 우크라이나에 군사 및 인도주의적 지원을 제공했다. 2022년 영국 정부는 우크라이나에 대한 군사 지원에 £2,300,000,000를 지출했다.

## 같이 보기
- 2023년 조 바이든의 우크라이나 방문